# Golo Brdo (Kneževo)
Pour les articles homonymes, voir Golo Brdo.
Golo Brdo (en serbe cyrillique : Голо Брдо) est un village de Bosnie-Herzégovine. Il est situé dans la municipalité de Kneževo et dans la république serbe de Bosnie. Selon les premiers résultats du recensement bosnien de 2021, il compte 30 habitants.

## Géographie
Le village de Golo brdo se situe dans les montagnes et plus précisément dans les Alpes dinariques, pas loin de Banja luka et à une dizaine de kilomètres de Knezevo.

## Histoire
Les premières traces de personnes à fouler les terres du villages datent d’environ 1500 à la suite d'une grande vague migratoire des populations de l’est. À partir de 1915, après le début de la Première Guerre mondiale le village s’est rapidement développé, en effet certaines populations ont migré vers des terres plus reculées. En 1981, Golo Brdo connaît son plus grand nombre d’habitants (600) mais après la chute de la Yougoslavie en 1991, la plupart des habitants sont partis vivre dans des villes plus peuplés comme Banja Luka mais aussi dans les pays limitrophes où la langue n’est pas une barrière.De plus les habitants sont aussi à la recherche de meilleures conditions de vie.À partir de  2013, la population baisse considérablement. Actuellement il ne reste plus beaucoup d’habitant à Golo Brdo.Seul ceux qui sont fidèles à leur village restent, nous ne pouvons pas voir dans l’avenir mais avec cette gigantesque baisse de population l’espérance de vie de ce village baisse année après année.  

## Démographie

### Évolution historique de la population dans la localité
| 1905 | 1915 | 1925 | 1938 | 1948 | 1953 | 1961 | 1971 | 1981 |
| ---- | ---- | ---- | ---- | ---- | ---- | ---- | ---- | ---- |
| -    | 35   | 65   | 131  | 263  | 321  | 473  | 550  | 600  |

| 1991 | 2013 | 2021 | 2022 | 2023 | - | - | - | - |
| ---- | ---- | ---- | ---- | ---- | - | - | - | - |
| 354  | 135  | 30   | 24   | -    | - | - | - | - |

|  |